# Transport kolejowy w Kirgistanie

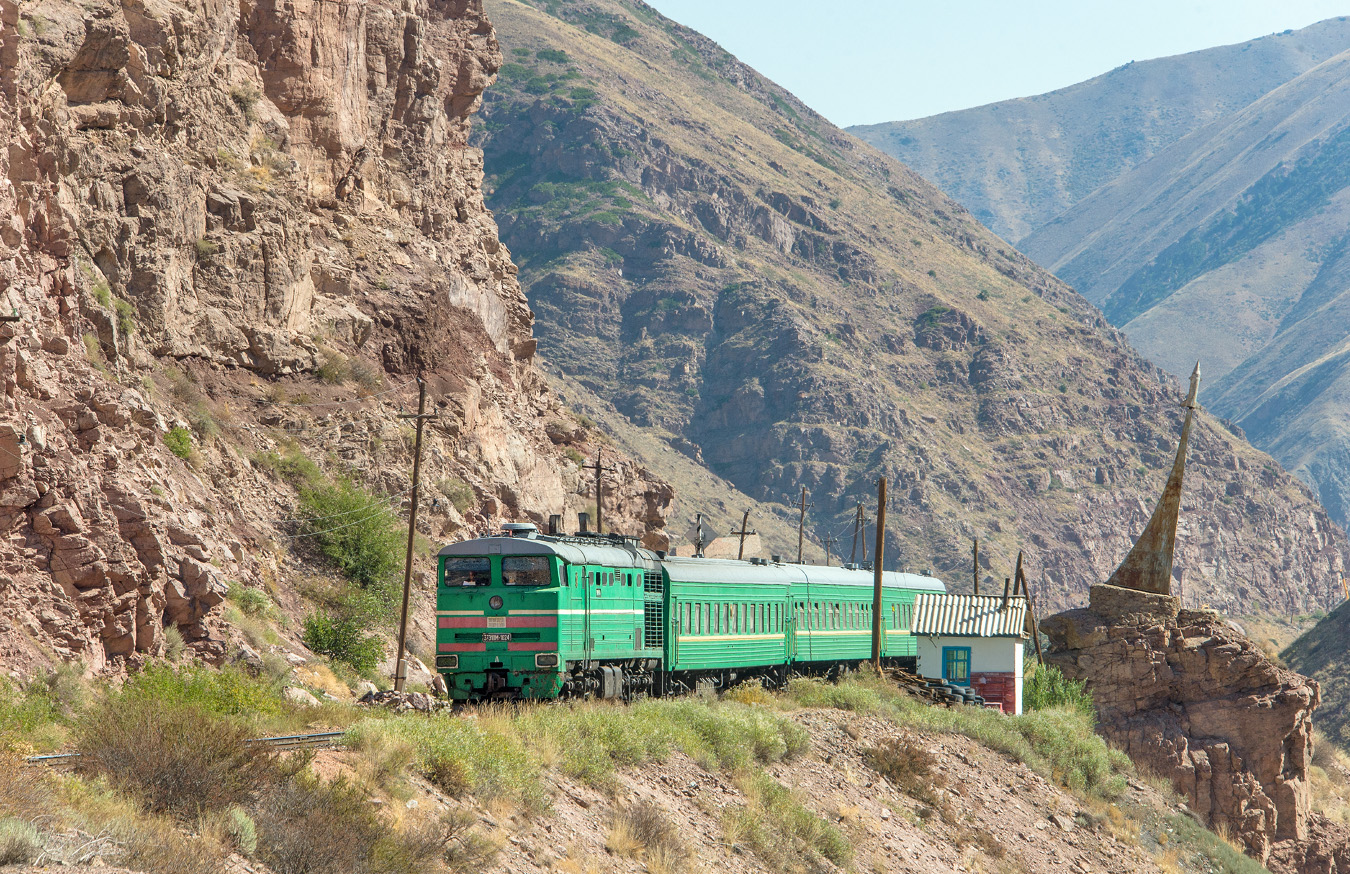
Kirgiski pociąg pasażerski na linii Biszkek – Bałykczy

Transport kolejowy w Kirgistanie – system transportu kolejowego działający na terenie Kirgistanu.
W Kirgistanie istnieje 424 km linii kolejowych. Wszystkie są niezelektryfikowane. Linie mają rosyjski (szeroki) rozstaw szyn – 1520 mm. Państwowy przewoźnik to Kirgiz Temir Żoły (Кыргыз темир жолу).

## Infrastruktura
Sieć kolejowa Kirgistanu składa się z pięciu niepołączonych ze sobą linii kolejowych. Są to linie:
- Quvasoy (Uzbekistan) – Kyzył-Kyja

- Karasu-Uzbekskiy (przy granicy z Uzbekistanem) – Osz-1
- Xonobod (Uzbekistan) – Dżalalabad
- Uchqoʻrgʻon  (Uzbekistan) – Taszkumyr
- Ługowoj(inne języki) (Kazachstan) – Biszkek – Bałykczy